# Champs-Romain
Champs-Romain is een gemeente in het Franse departement Dordogne (regio Nouvelle-Aquitaine) en telt 328 inwoners (1999). De plaats maakt deel uit van het arrondissement Nontron.

## Geografie
De oppervlakte van Champs-Romain bedraagt 20,7 km², de bevolkingsdichtheid is 15,8 inwoners per km².
De onderstaande kaart toont de ligging van Champs-Romain met de belangrijkste infrastructuur en aangrenzende gemeenten.

## Demografie
Onderstaande figuur toont het verloop van het inwonertal (bron: INSEE-tellingen).